# E30
La ruta europea E30 és una carretera que forma part de la Xarxa de carreteres europees. Comença a Cork (Irlanda) i finalitza a Omsk (Rússia) passant per Berlín, Varsòvia, Minsk i Moscou. Té una longitud de 6.530 km, 3.300 de Cork a Moscou, i 3.230 de Moscou a Omsk. Té una orientació d'est a oest i passa per Irlanda, el Regne Unit (no senyalitzada), Països Baixos, Alemanya, Polònia, Belarús i Rússia.